# Phyllonorycter alaskana
Phyllonorycter alaskana är en fjärilsart som beskrevs av Gerfried Deschka 1982. Phyllonorycter alaskana ingår i släktet guldmalar, och familjen styltmalar. Inga underarter finns listade i Catalogue of Life.